# Эруковая кислота
Эру́ковая кислота (22:1n-9) (от лат. eruca «руккола») — цис-13-докозеновая кислота CH3-(CH2)7-CH=CH-(CH2)11-COOH — одноосновная карбоновая кислота, содержащая одну двойную связь и имеющая химическую формулу С21H41COOH.
Относится к Омега-9-ненасыщенным жирным кислотам, в отличие от омега-3 жирных кислот и омега-6 жирных кислот, омега-9 жирные кислоты не являются незаменимыми жирными кислотами, потому что они могут быть синтезированы организмом человека из ненасыщенных жиров.

## Нахождение в природе
Эруковая кислота (в виде триглицерида) содержится в растениях семейства капустных, среди которых наибольшее её количество содержат: рапс, горчица и сурепка.

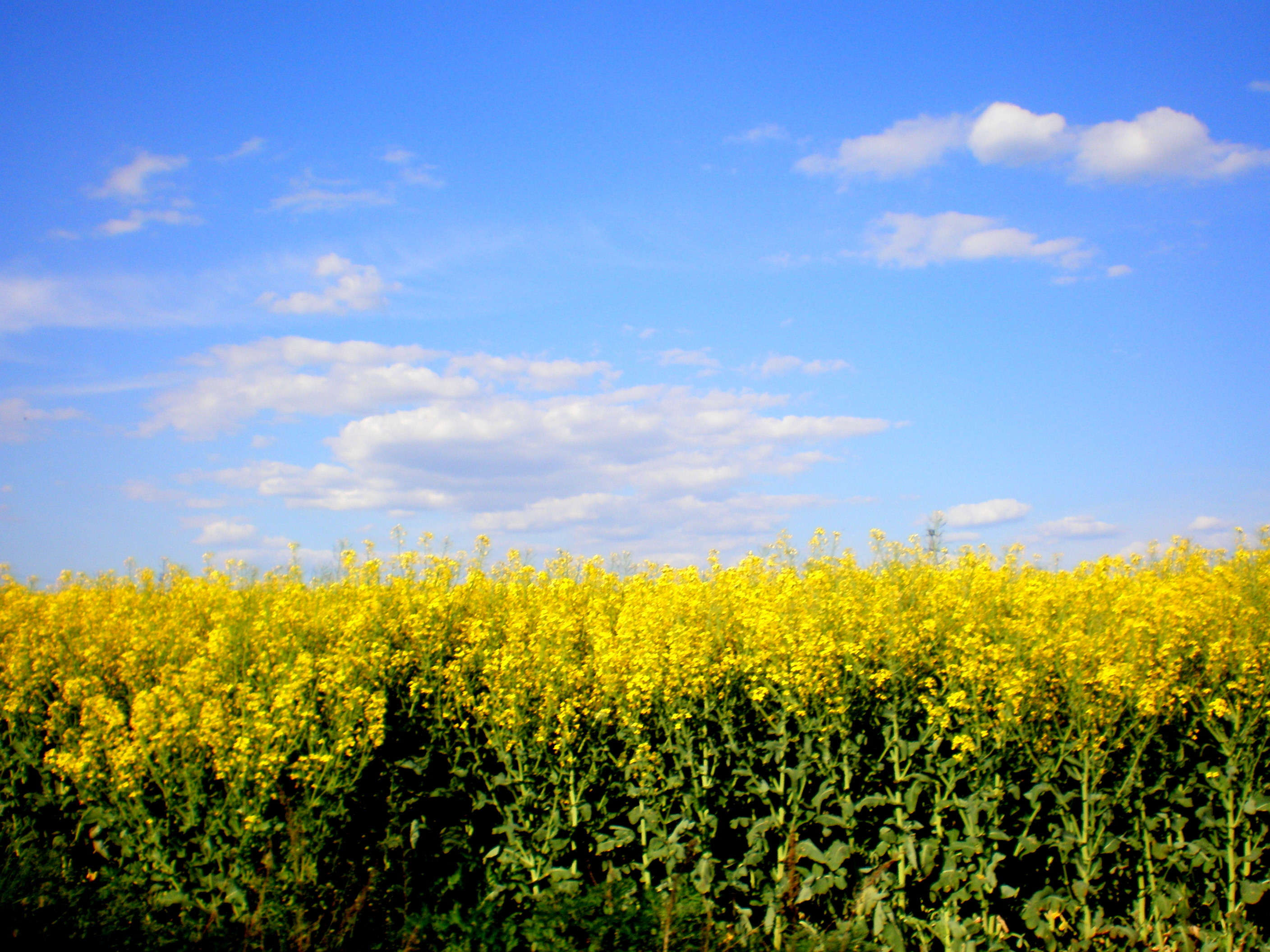
Рапсовое поле

Доля эруковой кислоты среди прочих жирных кислот в составе растительных масел (по массе):
- Рапсовое масло — 56—65 %;
- Горчичное масло — 50 %;
- Сурепное масло — 47 %.

В других растительных маслах содержание эруковой кислоты составляет: масло пенника лугового (Limnanthes alba) (8—11 %), масло авелланского ореха (8 %), масло рыжиковое (2,3 %), масло бораго (1—3,5 %).
В относительно небольших количествах эруковая кислота содержится в масле из зародышей пшеницы (2,2 %), арахисе. Небольшие количества эруковой кислоты также присутствуют в подсолнечном масле, зерновых продуктах, выпечке, лососе и орехах. . 

## Физические свойства
Твёрдое легкоплавкое вещество, нерастворимое в воде.

## Химические свойства
При длительном нагревании с серной или азотной кислотой эруковая кислота изомеризуется в брассидиновую (транс-изомер).
Для определения содержания эруковой кислоты в растительных маслах используют метод превращения растительных триглицеридов в соответствующие метиловые эфиры, которые в свою очередь подвергают газохроматографическому анализу.

## Получение
Эруковая кислота не используется в промышленных объёмах, поэтому обычно в исследовательских целях в качестве её источника применяют рапсовое или горчичное масло.
Существует лабораторный способ получения эруковой и брассидиновой кислоты из рапсового масла.

## Физиологическая роль
Согласно исследованиям начала 1970-х на лабораторных крысах эруковая кислота не полностью разлагается в организме, что может быть причиной отложения жиров в мышцах и поражения миокарда при достаточно высоких дозах (выше 1 г на 1 кг массы тела в день, при этом порог наблюдаемости эффекта — 0.7 г на 1 кг массы тела в день), поэтому в разных странах введены законодательные ограничения, чтобы в применяемом в пищу масле содержание эруковой кислоты не превышало 2—5 %. Это стимулировало выведение низкоэруковых сортов рапса, из которого получается Канола — пищевое рапсовое масло с содержанием эруковой кислоты менее 2 %.
В организме крыс имеет тенденцию накапливаться в различных тканях, что замедляет рост и наступление репродуктивной зрелости организма. Эруковая кислота, согласно данным, полученным в 1970-х годах на крысах, вызывает нарушения сердечно-сосудистой системы, инфильтрацию скелетной мускулатуры и миокарда, альтеративный гепатит (токсическую дистрофию печени), а впоследствии цирроз печени (чаще атрофический).

## Применение
В чистом виде эруковая кислота промышленного применения не имеет. В то же время широко используются продукты растительного происхождения, содержащие это соединение в смеси с другими жирными кислотами, как правило, в виде эфиров.
Растительные масла́, содержащие эруковую кислоту, особенно рапсовое масло, снижают цетановое число топлива, что широко используется в последние годы для производства биодизеля.
Отрицательные физиологические свойства делают растительные масла с высоким содержанием эруковой кислоты малоприменимыми для пищевых целей. Так, например, неочищенное горчичное масло запрещено для пищевого использования в Евросоюзе и некоторых других странах.
В РФ в соответствии с  Архивная копия от 5 марта 2016 на Wayback Machine для горчичного масла:

… для непосредственного употребления в пищу, так и переработке на пищевые продукты … в готовом продукте массовая доля эруковой кислоты должна быть не более 5 %.

Аналогичные требования действуют и в отношении рапсового масла (ГОСТ 8988-2002).
Селекция позволила создать сорта рапса с низким содержанием эруковой кислоты (канола).